# 埃普拉夫肯湖
埃普拉夫肯湖（西班牙語：Lago Epulafquen）是阿根廷的湖泊，位於拉寧國家公園，由內烏肯省負責管轄，屬於內格羅河流域的一部分，長7公里、寬2公里，面積9.5平方公里，海拔高度895米。